# Heriades
Heriades is een geslacht van vliesvleugelige insecten uit de familie Megachilidae.

## Soorten
- H. abessinicus Friese, 1915
- H. albiscopanus Strand, 1912
- H. aldabranus Cockerell, 1912
- H. alfkeni Benoist, 1938
- H. ambiguus Cockerell, 1946
- H. ammodendri Popov, 1960
- H. angusticeps Cockerell, 1937
- H. angustulus Cockerell, 1937
- H. apriculus Griswold, 1998
- H. arcuatellus Cockerell, 1937
- H. arnoldi Friese, 1922
- H. bequaerti Cockerell, 1931
- H. binghami Dover, 1925
- H. binodosus Cockerell, 1936
- H. bouyssoui Vachal, 1903
- H. brage Strand, 1912
- H. bruneri Titus, 1904
- H. burgeoni Benoist, 1931
- H. canaliculatus Benoist, 1931
- H. cancavus Wu, 1982
- H. capicola Strand, 1912
- H. carinatus Cresson, 1864
- H. cingulatus Benoist, 1931
- H. civicus Cockerell, 1937
- H. clavicornis Morawitz, 1875
- H. crenulatus Nylander, 1856
- H. cressoni Michener, 1938
- H. crucifer Cockerell, 1897
- H. currani Michener, 1943
- H. curviventris Strand, 1912
- H. chariensis Benoist, 1931
- H. chrysogaster (Cameron, 1897)
- H. chubbi Cockerell, 1916
- H. dalmaticus Maidl, 1922
- H. debilicornis Cockerell, 1940
- H. diminutus Cockerell, 1937
- H. discrepans Benoist, 1938
- H. ellenbergeri Benoist, 1931
- H. erythrosoma Friese, 1922
- H. eximius Friese, 1904
- H. fertoni Benoist, 1938
- H. filicornis Friese, 1915
- H. flocciferus Brauns, 1929
- H. freygessneri Schletterer, 1889
- H. frontosus Schletterer, 1889
- H. fuelleborni Friese, 1922
- H. fujiyamai Yasumatsu & Hirashima, 1952
- H. fulvescens Cockerell, 1920
- H. fulvohispidus Yasumatsu & Hirashima, 1952
- H. fulleborni Friese, 1922
- H. gibbosus (Friese, 1909)
- H. glomerans Schletterer, 1889
- H. gracilior Cockerell, 1897
- H. hercules Strand, 1911
- H. hierosolomitus Benoist, 1935
- H. hissaricus Popov, 1955
- H. impressus Schletterer, 1889
- H. ingogoensis Cockerell, 1946
- H. labiatus Pérez, 1896
- H. langenburgicus Strand, 1911
- H. laosellus Cockerell, 1929
- H. latipes Popov, 1960
- H. leavitti Crawford, 1913
- H. libericus Cockerell, 1931
- H. longicornis Friese, 1915
- H. longispinis Cockerell, 1944
- H. macrognatus Vachal, 1909
- H. mamilliferus Brauns, 1929
- H. mandibularis Friese, 1922
- H. micropthalma Michener, 1954

- H. microstictus Cockerell, 1936
- H. micheneri Timberlake, 1947
- H. mundulus Cockerell, 1920
- H. nasiferus Cockerell, 1946
- H. nitescens Cockerell, 1931
- H. nodulosus Cockerell, 1937
- H. occidentalis Michener, 1938
- H. orientalis Gupta, 1987
- H. ornaticornis Cockerell, 1936
- H. otavicus Eardley & R. P. Urban, 2006
- H. othonis Friese, 1914
- H. pachyacanthus Cockerell, 1940
- H. paganensis Yasumatsu, 1942
- H. parvulus Bingham, 1897
- H. patellus (Nurse, 1902)
- H. perminutus Cockerell, 1935
- H. perpolitus Cockerell, 1946
- H. phthisicus Gerstäcker, 1857
- H. plumosus Krombein, 1950
- H. pogonura Benoist, 1931
- H. pretorii Cockerell, 1946
- H. prionsa (Cameron, 1905)
- H. psiadiae Pauly & Griswold, 2001
- H. punctulatus Cockerell, 1917
- H. punctulifer Schletterer, 1889
- H. rowlandi (Cockerell, 1947)
- H. rubicolus Pérez, 1890
- H. rufifrons Cockerell, 1932
- H. sakishimanus Yasumatsu & Hirashima, 1965
- H. sauteri Cockerell, 1911
- H. scutellatus Friese, 1922
- H. schwarzi Griswold, 1998
- H. seyrigi Pauly & Griswold, 2001
- H. shestakovi Popov, 1960
- H. sinuatus Spinola, 1808
- H. spiniscutis (Cameron, 1905)
- H. strictifrons Cockerell, 1946
- H. subfrontosus Cockerell, 1939
- H. sulcatiferus Cockerell, 1937
- H. sulcatifrons Cockerell, 1936
- H. sulcatulus Cockerell, 1931
- H. tenuis Nurse, 1904
- H. testaceicornis (Cameron, 1908)
- H. texanus Michener, 1938
- H. timberlakei Michener, 1938
- H. trigibbiferus Brauns, 1929
- H. truncorum (Linnaeus, 1758) - tronkenbij
- H. turcomanicus Popov, 1955
- H. usakensis Cockerell, 1937
- H. ustulatus Benoist, 1931
- H. variolosus (Cresson, 1872)
- H. victoriae Friese, 1922
- H. wellmani Cockerell, 1908
- H. wilmattae Cockerell, 1931
- H. xanthogaster Cockerell, 1932
- H. yunnanensis Wu, 1992